# Trachea yoshinoensis
Trachea yoshinoensis là một loài bướm đêm trong họ Noctuidae.